# Перны, Лукаш
доктор Лукаш Перни (словацк. Lukáš Perný); (26 октября 1991, Чехословакия) — словацкий музыкант, социальный философ и писатель. Он также является вице-президентом Ассоциации словацких писателей, председателем культурно-философского отдела Матице словацкая и исследователем Матице, председателем Общества Ладислава Новомесского и заместителем главного редактора журнала Словацкие взгляды.
Его профессиональные интересы включают утопию, утопизм (Он автор книги Утописты, провидцы мира будущего), социальную философию, философия культуры, философию права и философию истории. Он член Союз словацких писателей и редактор Литературный еженедельник (sk. Literárny týždenník), Philosophica Critica, Studia Politica Slovaca, Acta Patristica, Filosofický časopis, FILOSOFIJA. SOCIOLOGIJA, DAV DVA и Словацкая народная газета (sk. Slovenské národné noviny). он автором интервью с выдающимися чешскими и словацкими философами и обществоведами (Ян Келлер, Михаэль Хаузер, Ричард Штахель, Ладислав Хохош, Михал Мачачек, Рудольф Дупкала, Марек Хрубец и другие). Он — автор фильмов, театральных, музыкальных и литературных рецензий.
Является автором монографии о словацком писателе, политике и поэте Л. Новомеском. Книга была торжественно представлена писателем Петром Ярошем.
В 2018 году он опубликовал третью книгу «Отдельные части современной англо-американской социальной философии». Книга была представлена в Братиславе философом, политологом и депутатом НРСР, Любошом Благой.
Он является автором послесловия к словацкому изданию Фрэнсиса Бэкона Новая Атлантида и Город Солнца Томмазо Кампанелло.
Лукаш также посвятил долгое время философии культуры (Фредрик Джеймсон, Жиль Липовецкий) и культурной критике (Франкфуртская школа, Славой Жижек, Ноам Хомский).
В 2019 году он получил учёное звание доктора наук. (PhDr.) за творчество Руссо и философию истории. В 2021 году получил докторскую степень за диссертацию об идеях справедливости в избранных социальных утопиях, и вместе с Рудольфом Дупкалом он опубликовал книгу Шти́ровци а Хегел.

## Дискография
- Психоделический весна, 2011
- Астральные Врата (Лукас Перни и Милослав Коллар), 2012
- Рондель, 2013
- Театрум Мунди (Лукас Перни и Милослав Коллар), 2014